# Parâmio
Parâmio es una freguesia portuguesa del municipio de Braganza, con 23,66 km² de superficie y 281 habitantes (2001). Su densidad de población es de 11,9 hab/km².